# Фаустов, Рудольф Николаевич
Рудольф Николаевич Фаустов (1 июля 1938 — 25 ноября 2022) — российский учёный-физик, доктор физико-математических наук (1971), профессор (1983) физфака МГУ (преподавал с 1979 по 1999 год), главный научный сотрудник Института кибернетики и образовательной информатики ФИЦ ИУ РАН.

## Биография
В 1961 году окончил физический факультет МГУ и в том же году начал свою научную деятельность в Лаборатории теоретической физики Объединённого института ядерных исследований в Дубне, где трудился до 1976 года.
В 1964 г. здесь же он защитил диссертацию «Квазипотенциальный метод в квантовой электродинамике» на учёную степень кандидата физико-математических наук : 01.00.00., а в 1971 году — докторскую по вопросу «Ковариантная квазипотенциальная теория слабосвязанных составных систем» (01.00.00)
С 1976 по 1989 год Р. Н. Фаустов возглавлял отдел фундаментальной теоретической метрологии института Госстандарта СССР.
С 1989 по 2005 год профессор Р. Н. Фаустов заведовал сектором (г.н.с.) в Научном совете по комплексной проблеме «Кибернетика» РАН.
Главный научный сотрудник отдела кибернетики Института кибернетики и образовательной информатики ФИЦ ИУ РАН.

## Научные интересы
Основные направления научной деятельности:
1. Квантовая метрология и фундаментальные физические константы.
2. Квантовая электродинамика и квантовая теория поля.
3. Теория элементарных частиц и атомная физика.

Одним из первых (совместно с Б. А. Арбузовым и А. Н. Тавхелидзе) установил возможность возникновения массы фермионов за счёт спонтанного нарушения симметрии в двумерной модели КТП.

## Преподавательская деятельность
В 1979—1999 годах Рудольф Николаевич читал лекции на физфаке МГУ.
Звание профессора по специальности «теоретическая и математическая физика» ему присвоено в 1983 году.
Под его научным руководством подготовлено и защищено около двух десятков кандидатских диссертаций по физ.-мат. наукам. Трое учеников профессора Р. Н. Фаустова стали докторами физ.-мат. наук.

## Награды и почётные звания
- Медаль «В память 850-летия Москвы» (1997)

## Избранная библиография
Количество цитирований статей в журналах по данным Web of Science: 3494, Scopus: 3464.

### Книги и брошюры
- Квазипотенциальный метод в задаче об уровнях энергии позитрония / Фаустов Р. Н. — Дубна : ОИЯИ, 1964. — 24 с. — (Издания/ Объедин. ин-т ядерных исследований. Лаборатория теорет. физики; Р-1572).
- Структура протона и сверхтонкое расщепление уровней энергии водорода. Р-1911 / Объедин. ин-т ядерных исследований. Лаборатория теорет. физики. — Дубна: ОИЯИ, 1964. — 15 с.
- Электромагнитная структура протона и сверхтонкое расщепление в водороде / Ю. Н. Тюхтяев, Р. Н. Фаустов. — Дубна: ОИЯИ, 1965. — 8 с. — (Издания/ Объедин. ин-т ядерных исследований. Лаборатория теорет. физики; Р-2121).
- Высшие поправки к расщеплению основного уровня позитрония / Ю. Н. Тюхтяев, Р. Н. Фаустов. — Дубна: ОИЯИ, 1966. — 22 см. — (Издания/ Объедин. ин-т ядерных исследований. Лаборатория теорет. физики).
- Квазипотенциальный метод в задаче о связанных состояниях. Р2-4779 / Фаустов Р. Н. — Дубна : ОИЯИ, 1969. — 29 с.
- Условие нормировки для одновременной волновой функции связанного состояния двух частиц / Р. Н. Фаустов, А. А. Хелашвили. — Дубна: ОИЯИ, 1969. — 9 с.
- Релятивистская волновая функция и формфакторы связанной системы / Фаустов Р. Н. — Дубна : ОИЯИ, 1971. — 21 с. — (Издания/ Объедин. ин-т ядерных исследований. Лаб. теорет. физики; Р2-5691).
- Модифицированное уравнение Дирака в квантовой теории поля / Л. С. Дульян, Р. Н. Фаустов. — Дубна: ОИЯИ, 1974. — 18 с. — (Издания/ Объедин. ин-т ядерных исследований. Р2-7995. Лаб. теорет. физики).
- Связанная система двух частиц в квантовой электродинамике : Лэмбовский сдвиг уровней энергии. — Дубна : ОИЯИ, 1974. — 35 с. — (Издания/ Объедин. ин-т ядерных исследований. Лекции для молодых учёных; 8246; Вып. 1).
- Уровни энергии (πμ)-атома . — Дубна : ОИЯИ, 1978. — 24 с. — (Издания / Объед. ин-т ядер. исслед.; Р2-11746).
- Связанные состояния и полюса двухчастичной функции Грина / А. Каримходжаев, Р. Н. Фаустов. — Дубна : ОИЯИ, 1976. — 11 с. — (Издания/ Объедин. ин-т ядерных исследований; Р2-9596).
- Уравнение Дайсона-Швингера для системы двух частиц в квантовой электродинамике / А. Каримходжаев, Р. Н. Фаустов. — Дубна : ОИЯИ, 1976. — 18 с. — (Издания/ Объедин. ин-т ядерных исследований; Р2-10085).
- Адронная поляризация вакуума и проверка квантовой электродинамики при низких энергиях / В. П. Гердт, А. Каримходжаев, Р. Н. Фаустов. — Дубна : ОИЯИ, 1978. — 16 с. — (Издания / Сообщения ОИЯИ; Р2-11308).
- Расчёт поправок порядка «альфа» 6 Ln"альфа" в сверхтонкое расщепление основного уровня позитрония от диаграмм прямого канала / Н. А. Бойкова, Ю. Н. Тюхтяев, Р. Н. Фаустов. — Дубна : ОИЯИ, 1981. — 7 с.
- Поправки к фермиевскому расщеплению основного уровня энергии водородоподобного атома порядка «альфа»2 ln"альфа" / Ю. Н. Тюхтяев, Р. Н. Фаустов. — Дубна : ОИЯИ, 1986. — 6 с. — (Сообщ. ОИЯИ; Р2-86-281).
- Спектр энергии («пи»,"пи"), («пи»,"канна"), («каппа»"каппа")-димезоатомов : Электромагнит. взаимодействие / А. Каримходжаев, Р. Н. Фаустов. — Дубна : ОИЯИ, 1986. — 12 с. — (Сообщ. ОИЯИ; Р2-86-142).
- О расчёте поправок порядка а² к энергии Ферми сверхтонкого расщепления основного уровня мюония от однопетлевых диаграмм / В. В. Двоеглазов, Ю. Н. Тюхтяев, Р. Н. Фаустов. — Дубна : Объед. ин-т ядерных исслед., 1989. — 6 с. — (Сообщения ОИЯИ; Р2-89-271).
- Подавление рождения чармония при столкновениях тяжёлых ионов / Р. Н. Фаустов, И. Г. Василевская. — Минск : ИФ, 1990. — 21 с. — (Препр. Ин-т физики им. Б. И. Степанова АН БССР; N 615).
- Релятивистское описание эксклюзивных редких радиационных распадов В-мезонов / Р. Н. Фаустов, В. О. Галкин. — Дубна : ОИЯИ, 1994. — 18 с. — (Препринт. ОИЯИ; Е2-94-438).

### Избранные статьи
- К вопросу о массе фермиона в γ5-инвариантной модели квантовой теории поля / Б. А. Арбузов, А. Н. Тавхелидзе, Р. Н. Фаустов. // Докл. АН СССР, 139:2 (1961), 345—347
- Полюса Редже и уравнение Бете-Солпитера / Б. А. Арбузов, А. А. Логунов, А. Н. Тавхелидзе, Р. Н. Фаустов. // Докл. АН СССР, 150:4 (1963), 764—766

### Диссертации
- Фаустов, Рудольф Николаевич. Квазипотенциальный метод в квантовой электродинамике : дис. … канд. физ.-мат. наук : 01.00.00. — Дубна, 1964. — 82 с.[4]
- Фаустов, Рудольф Николаевич. Ковариантная квазипотенциальная теория слабосвязанных составных систем : дис. … докт. физ.-мат. наук : 01.00.00. — Дубна, 1971. — 125 с.[5]

### Редакторская деятельность
- Квантовая метрология и фундаментальные константы : Сб. статей / Перевод с англ. В. И. Андрюшина, А. П. Бондарева; Под ред. Р. Н. Фаустова, В. П. Шелеста . — М. : Мир, 1981. — 368 с. : ил.; 22 см.